# Distrito de Desaguadero
El distrito de Desaguadero es uno de los siete que conforman la provincia de Chucuito, ubicada en el departamento de Puno en el Sudeste del  Perú.
Desde el punto de vista jerárquico de la Iglesia católica forma parte de la Prelatura de Juli en la Arquidiócesis de Arequipa.

## Geografía
Distrito situado en el extremo oriental,  ribereño del lago Titicaca, en su lago más pequeño llamado Menor o Huiñamarca y fronterizo con Bolivia.
Limita por el norte y al este con el Distrito de Zepita y al sur con el de Kelluyo.

## Capital

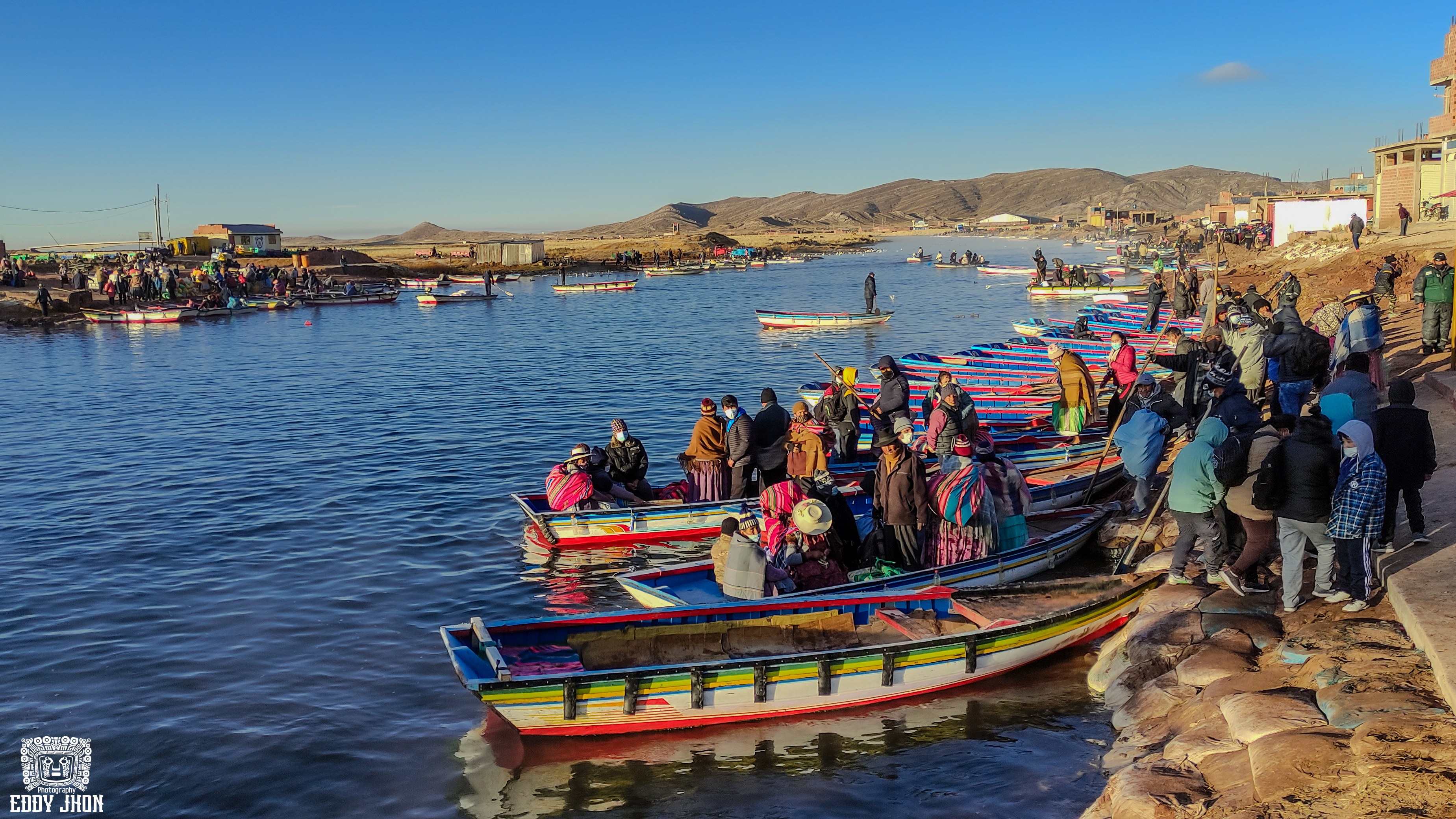
Río Desaguadero lado peruano.

La Capital del distrito es la ciudad de Desaguadero ubicada sobre los 3809 m s. n. m. y situada sobre la embocadura del río homónimo, es decir, en el punto donde las aguas del lago Titicaca dan origen a la corriente de dicho río. Las partes peruana y boliviana de la ciudad se unen mediante un puente internacional tendido entre dos puestos fronterizos. Por su situación es un activo centro de intercambio comercial legal y de contrabando.

## Demografía
La población según el censo de 2007 era de 12 423 habitantes.

## Autoridades

### Municipales
- 2015 - 2018[3]
  - Alcalde: Gumercindo Pari Escobar, de Restauración Nacional.
  - Regidores:

  1. Francisco Capaquira Sánchez (Restauración Nacional)
  2. Félix Illacutipa Mamani (Restauración Nacional)
  3. Rosa Irma Sarmiento Laura (Restauración Nacional)
  4. Juan Sarmiento Huallpa (Restauración Nacional)
  5. Diego Quispe Apaza[4] (Restauración Nacional)
  6. Rufino Rogelio Ancalla Sarmiento (Por las Comunidades Fuente de Integración Andina de Puno - CONFIA - Puno)
  7. René Miguel Campos Copa (Proyecto de la Integración para la Cooperación)

## Galería

Imágenes de Desaguadero
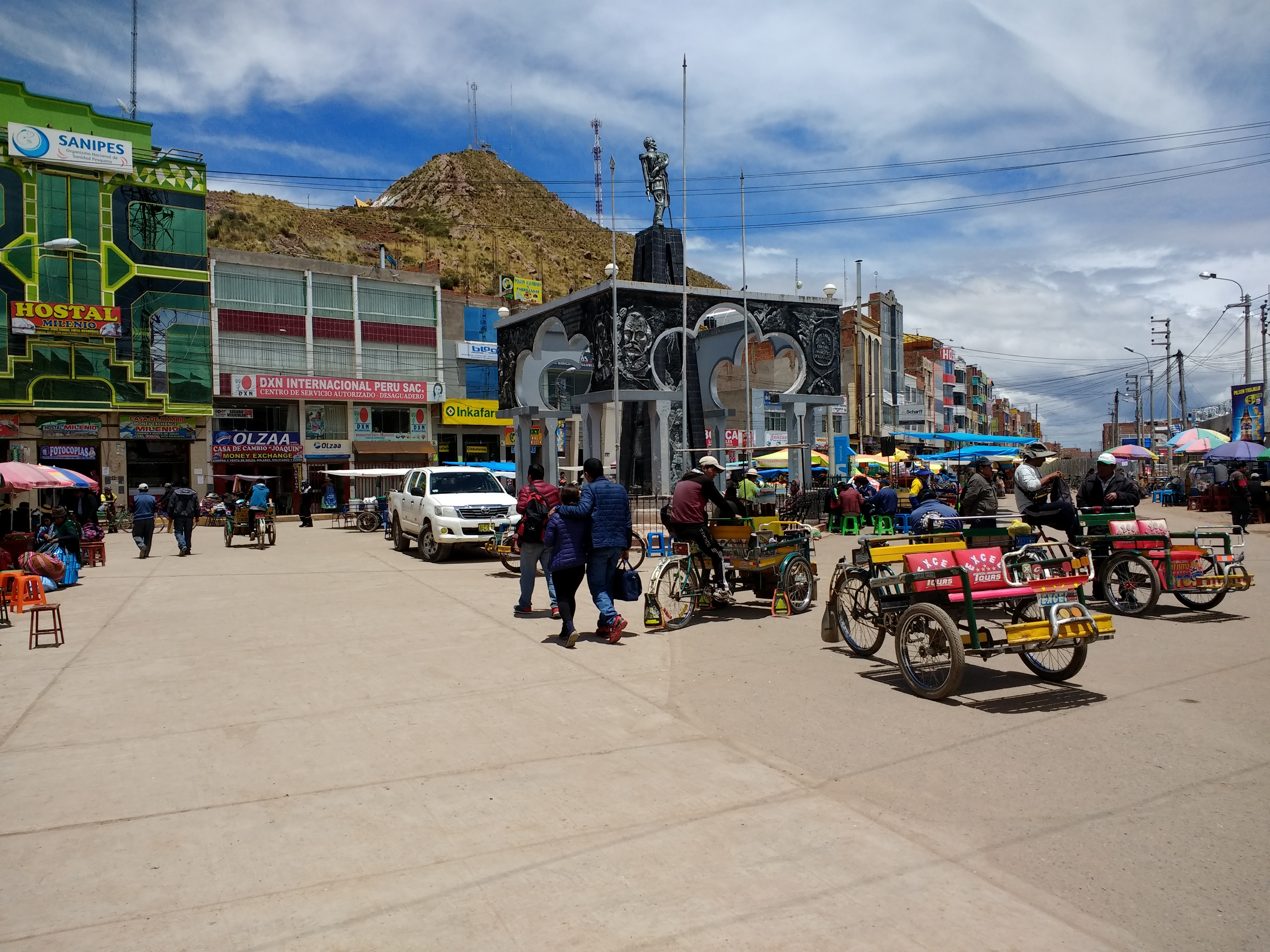
Monumento a Francisco Bolognesi cerca al puente Internacional
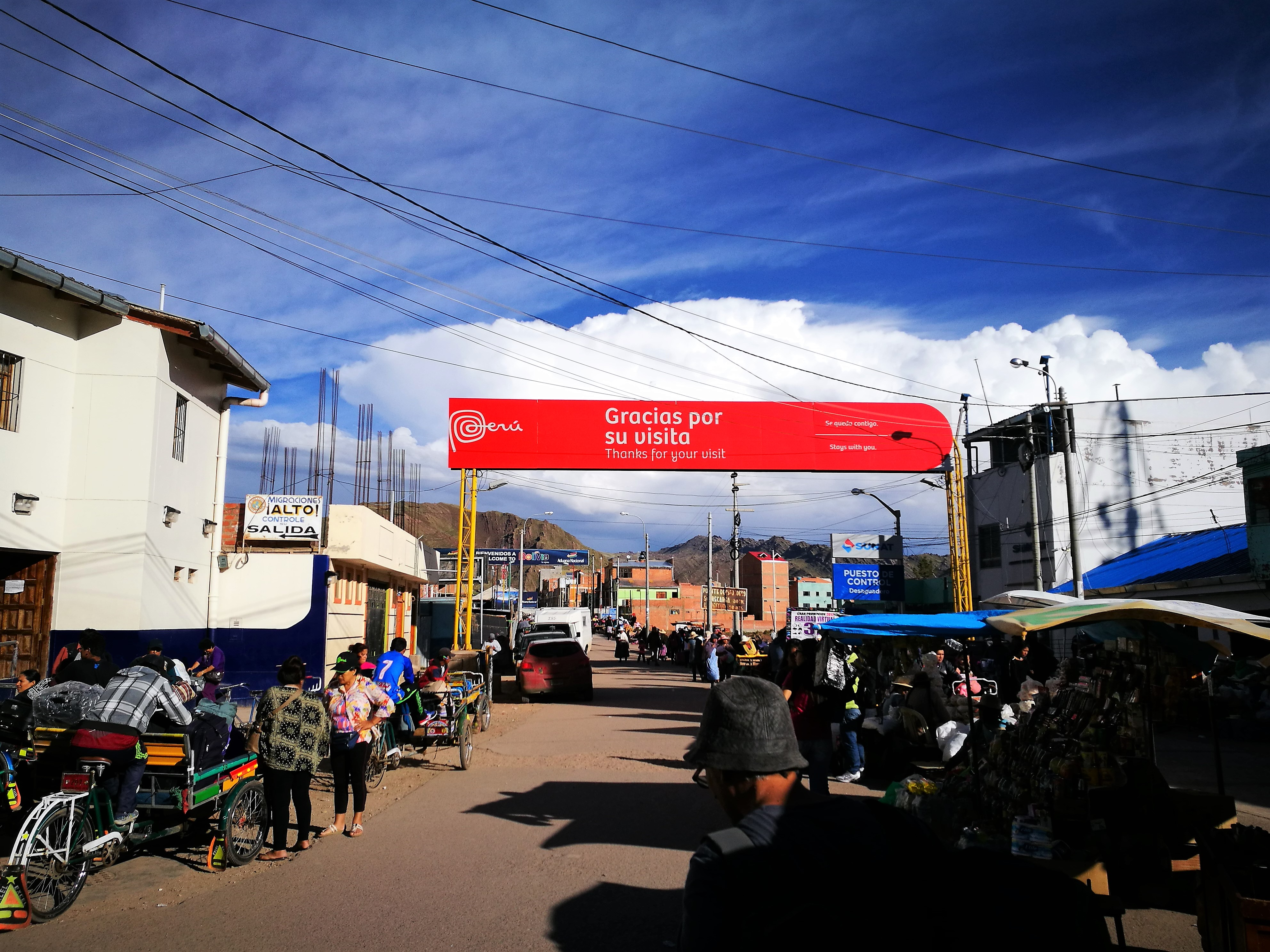
Migraciones en Perú
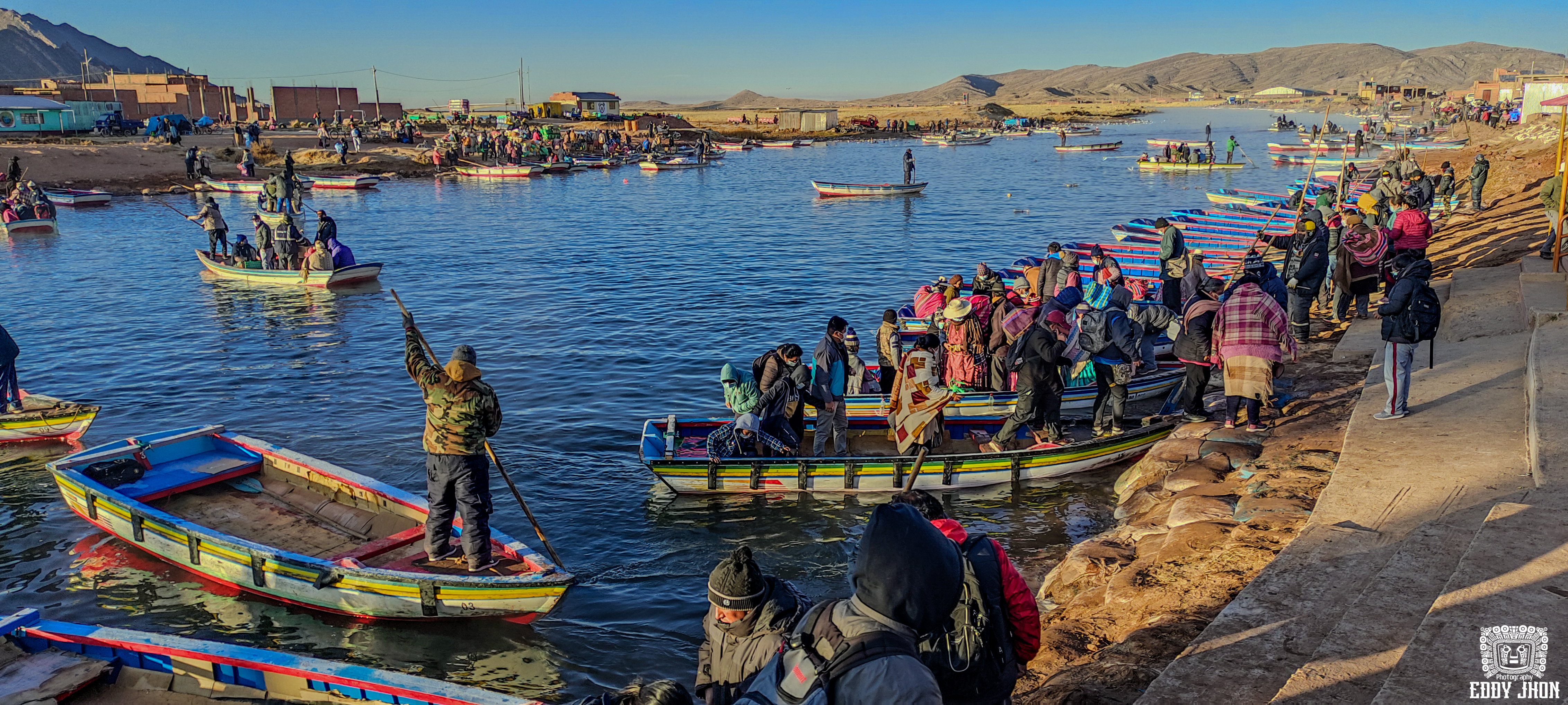
Río Desaguadero